# Henry Abram
Henry, Joseph Abram, né le 22 octobre 1895 à Saint-Paul-de-Fenouillet (Pyrénées-Orientales) et mort à Perpignan (Pyrénées-Orientales) le 24 février 1977, est un industriel et aviateur français. De formation technique, il apprend, pendant son service durant la Première Guerre mondiale, à réparer des moteurs d'avions. Entre les deux guerres, il devient un pilote émérite. Il développe l'entreprise familiale et en crée d'autres, dans le domaine de l'industrie, notamment la production d'électricité.
Il est le fils de Louis Abram, dont il reprend l'entreprise de production et de distribution d'électricité en 1936.

## Biographie

### Famille et jeunesse
Né à Saint-Paul-de-Fenouillet le 22 octobre 1895, Henry Joseph Abram est le fils de Louis Abram (1860-1945), industriel, et de Virginie Manaut (1863-1902), sœur de l'homme politique Frédéric Manaut. Henry Abram est donc le cousin de René Manaut (1891-1992), qui fait également carrière dans la politique. La sœur d'Henry, Louise (1888-1972), épouse Étienne Argelliès, médecin et homme politique qui devient son beau-frère. Henry est donc l'oncle de René Argelliès, également médecin et homme politique.
Tôt intéressé par la mécanique, il passe dans sa jeunesse beaucoup de temps avec son beau-frère Étienne Argelliès, qui est un des premiers à posséder une automobile de type phaéton dans le canton. Il se forme à l'électricité et à la mécanique à l'école professionnelle Vaucanson à Grenoble, associée aux Arts et métiers. Mobilisé en 1915, ses compétences de mécanique le font affecter au service des ambulances. Il est ensuite envoyé dans les Dardanelles dans un atelier automobile. Il y apprend à réparer des moteurs d'avion, puis à piloter, et se prend de passion pour l'aviation.

### Carrière
De retour de la guerre, Henry Abram rejoint les affaires de son père, dans la production et la distribution d'électricité.